# مديرية البيضاء

تعديل مصدري - تعديل

مديرية البيضاء مديرية تحيط بمدينة البيضاء عاصمة المحافظة التي تحمل نفس الاسم في وسط اليمن. بلغ عدد سكانها 40289 نسمة عام 2004.